# Cornu de Jos (gmina Cornu)
Cornu de Jos – wieś w Rumunii, w okręgu Prahova, w gminie Cornu. W 2011 roku liczyła 3456 mieszkańców.